# Silvertoptorens

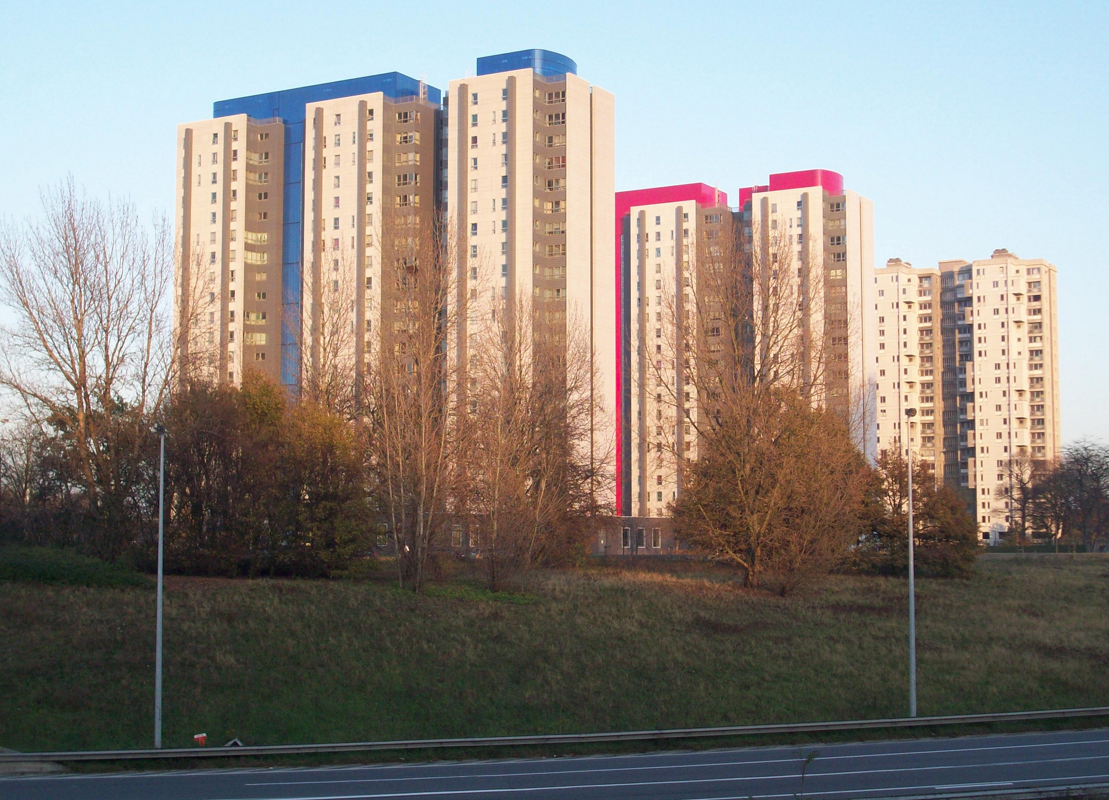
Silvertoptorens in 2011, (Links en midden: nieuwe versie, Rechts: Originele versie)

De Silvertoptorens of Silvertopblokken zijn drie afzonderlijke torens waarvan er twee 71 meter hoog zijn en de derde 68 meter hoog is. De torens zijn gelegen aan de Kolonel Silvertopstraat in de wijk Kiel in Antwerpen en hebben 'Jan Denucéstraat' als officieel adres. Ze zijn duidelijk zichtbaar vanop de Antwerpse ring en de wijde omgeving. De torens zijn eigendom van de sociale huisvestingsmaatschappij Woonhaven.
De architect is Jul De Roover die de torens een uitgesproken brutalistisch uiterlijk meegaf. Men is met de bouw gestart in 1974 en de werken hebben in totaal vier jaar geduurd. In 2004 is men gestart met een grondige renovatie. Aan het begin van 2010 waren twee van de drie torens volledig gerenoveerd. Door de renovatie zijn wel de oorspronkelijke visuele karakteristieken van de gebouwen grotendeels verdwenen. Ook architect Jul De Roover was erg ongelukkig met de nieuwe look van de woontorens. De renovatie van de derde toren ving in 2012 aan en zal vermoedelijk tot 2014-2015 duren. Na de renovatie herbergen de torens 525 sociale appartementen (197 + 197 + 131) en zijn er ook ruimtes voorzien met een gemeenschapsfunctie, zoals een winkel en een sociaal centrum.

## Galerij

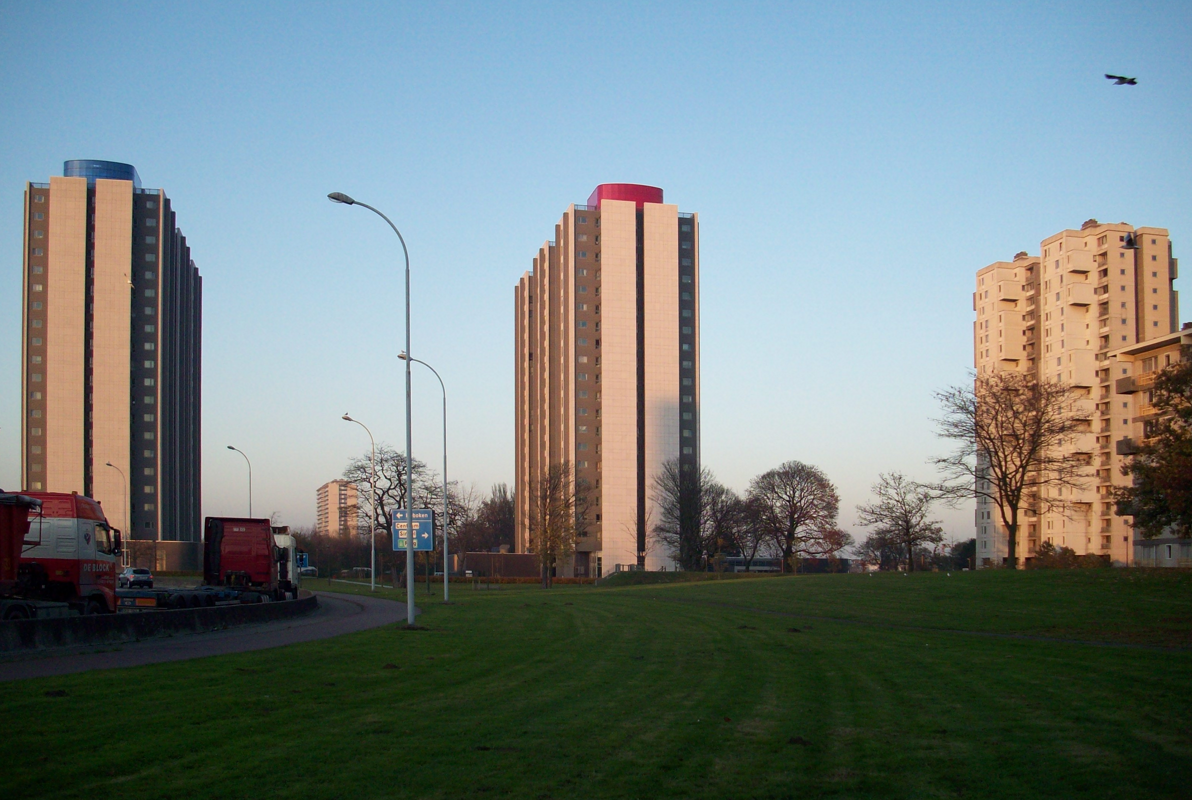
Zicht op de drie torens
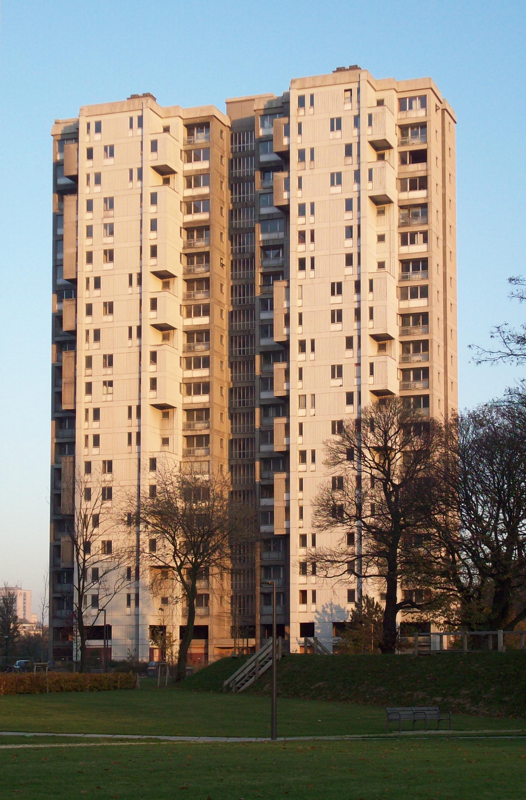
Silvertoptoren III in originele brutalistische bekleding